# Віале Бліньї
Віале Бліньї (італ. Viale Bligny) — вулиця в Мілані, Італія. Вулиця вважається елітною вулицею Мілана, на ній розташовано багато модних ресторанів. Також на вулиці розміщується Університет Луїджі Бокконі та майстерня відомого художника Мауріціо Каттелана, де він намалював свої найвідоміші твори.

## Споруди
- Palazzo Bocconi, Віале Бліньї 1, спроектований у раціоналістичному стилі Шеллі Макнамара та Івонн Фаррелл (2008)
- Palazzo Bontadini, Віале Бліньї, 44, спроектований Алессандро Ріміні та Ернесто Бонтадіні (1929)
- Palazzo Soncini, будівельний комплекс, спроектований Еудженіо Сончіні (1965/66)
- Palazzo Mazzucotelli, Віале Бліньї, 60, спроектований Енріко Дзаноні та Алессандро Маццукотеллі (1886)
- Palazzo Zanoni, Віале Бліньї, 27, спроектований Енріко Дзаноні та Алессандро Маццукотеллі (1888)
- Teatro Principe, Віале Бліньї 52

## Транспортні зв'язки
Віале Бліньї добре доступна громадським транспортом. Через цей район проходять кілька автобусних та трамвайних маршрутів, а найближча станція метро — Порта Романа.